# 刑事・横道逸郎
『刑事・横道逸郎』（けいじ よこみちいつろう）は、2018年3月11日にテレビ朝日系「日曜ワイド」で放送された刑事ドラマ。主演は高田純次。

## 登場人物
- 横道逸郎（警視庁捜査一課管理官付 刑事・警部補） - 高田純次
- 三井可南子（大衆食堂「富士見亭」店主） - 清水美沙[2]
- 奥沢千夏（警視庁目黒中央警察署 刑事） - 岡本玲[2]
- 吉岡真一（警視庁目黒中央警察署 刑事） - 林泰文[2]
- 片桐慎也（IT企業「Appria」社長） - 冨家規政[2]
- 大原愛美（ホステス） - 森脇英理子[3]
- 原田花枝（「HARADA ART MUSEUM」オーナー） - 辻沢杏子
- 平沢辰夫（10年前に殺人容疑で服役し2か月前出所） - ダンカン
- 八木沼誠治（八木沼画廊 経営者） - 九十九一[2]
- 高野紗希（八木沼の秘書） - 須藤温子
- 三井賢治（可南子の夫・10年前死亡） - 河野達郎
- 岸谷新太郎（オークション会場のスタッフ） - 大高雄一郎
- 主婦 - 青木和代
- 田嶋（警視庁目黒中央警察署 刑事） - 日野出清[4]
- 林（警視庁目黒中央警察署 刑事） - 中村亮太
- 野村（スーパーの店長） - 中田敦夫
- オークションの客 - 谷仲恵輔、小田桐一
- アイリ（キャバ嬢） - 三橋愛永[5]
- 愛美の恋人 - 福井晋
- キャバクラのホール係 - 飯塚虎太郎[6]
- 天間史郎（警視庁目黒中央警察署 刑事課長・横道の同期） - 伊武雅刀[2]

## スタッフ
- 脚本 - 小峯裕之
- 監督 - 木川学
- 音楽 - 松田純一
- 法律監修 - 山脇康嗣
- 脚本協力 - おかざきさとこ
- アクション - 雲雀大輔（スタントチームGocoo）
- 技術協力 - ビデオフォーカス
- ゼネラルプロデューサー - 関拓也（テレビ朝日）
- プロデューサー - 秋山貴人（テレビ朝日）、藤田恵里香（ViViA）
- 制作 - テレビ朝日、ViViA